# Akzeptorhalbzelle

Prinzip einer galvanischen Zelle mit einer Ionenbrücke

Die Akzeptorhalbzelle ist diejenige Halbzelle in einem Galvanischen Element, in der die Reduktion (Elektronen-Aufnahme) der oxidierten Form eines Redoxpaares (die mit weniger Elektronen – meist positiv geladenes Metallion) zur reduzierten Form (die mit mehr Elektronen – meist ungeladenes Metallatom) des Redoxpaares stattfindet. Daher auch der Name: Akzeptor bedeutet Eletronen-Aufnehmer.
Sie wird mit der Donatorhalbzelle mittels einer Salzbrücke (Ionenbrücke) verbunden. Die Folge ist, dass sich die Metallatome an der Elektrode der Akzeptorhalbzelle anlagern und die Elektrode so „wächst“. In der Chemie werden
- positiv geladene Ionen Kationen genannt, denn sie wandern in einem elektrischen Feld als Ionenstrom zur Kathode („Minuspol“ des Feldes)
- negativ geladene Anionen genannt, denn sie wandern in einem elektrischen Feld als Ionenstrom zur Anode („Pluspol“ des Feldes).

In einem Lösungsmittel bildet sich um das Ion eine Solvathülle aus.
Die Stärke eines Oxidationsmittels kann durch Messung der Potentialdifferenz zu einer Referenzelektrode gemessen werden. In einem Galvanischen Element ist immer die Halbzelle mit dem positiveren Normalpotential die Akzeptorhalbzelle.
In einem Daniell-Element ist die  Halbzelle mit der Kupfer-Elektrode die Akzeptorhalbzelle, an ihrer Elektrode scheidet sich metallisches Kupfer ab.